# Экономика Волгодонска
Волгодонск является экономическим центром юго-востока Ростовской области. У города многопрофильный промышленный потенциал: развиты энергетика, машиностроение, химическая и деревообрабатывающая промышленность. С пуском 2 энергоблока Ростовской АЭС город стал вторым по значению энергетическим центром Юга России.
Ведущие отрасли экономики Волгодонска — энергетика, атомное машиностроение, производство мебели, оборудования для тепловых электростанций и металлургии. В городе также производятся электронные измерительные приборы, синтетические моющие средства и другая продукция, которая экспортируется во многие страны СНГ и мира. Также развита коммунальная инфраструктура.

## Экономические показатели
По данным на 1 января 2011 года на налоговом учете состоят 3 942 предприятие крупного и малого бизнеса (из них 36 средних, 2156 малых и микропредприятий), а также 6 488 индивидуальных предпринимателей. Они представляют все сферы материального производства и услуг.
В экономике города занято 75,1 тыс. чел., при численности экономически активного населения в 91,13 тыс. человек. Занятость в обрабатывающем производстве составляет 13,8 % от общей численности занятых, строительстве — 15,7 %, образовании — 8,9 %, здравоохранении — 6,8 %, торговле — 22,6 %, ЖКХ - 6%.

Структура экономики Волгодонска по размеру предприятий в 2010 году

## Промышленность

Структура промышленного производства Волгодонска в 2010-2011 годах

Объём промышленного производства в Волгодонске (по крупным и средним предприятиям):
| Год                                                                 | 2005  | 2006  | 2007  | 2008  | 2009  | 2010  | 2011  |
| ------------------------------------------------------------------- | ----- | ----- | ----- | ----- | ----- | ----- | ----- |
| Обрабатывающие производства, млрд. руб.                             | 7,30  | 8,23  | 10,62 | 14,77 | 11,86 | 11,95 | 13,33 |
| Доля от области, %                                                  | 4,3   | 3,5   | 3,6   | 4,7   | 4,3   | 3,5   | 3,1   |
| Производство и распределение электроэнергии, газа и воды, млрд руб. | 5,20  | 5,51  | 7,29  | 9,40  | 14,85 | 15,92 | 24,53 |
| Доля от области, %                                                  | 16,1  | 13,3  | 17,5  | 23,3  | 21    | 24,2  | 29,1  |
| Итого, промышленное производство, млрд. руб.                        | 12,51 | 13,74 | 17,91 | 24,17 | 26,70 | 27,87 | 37,86 |

Волгодонск — единственный город в России, в районе которого работают ГЭС, две ТЭЦ и АЭС.
В 2010 году три компании из Волгодонска вошли в число 250 крупнейших компаний юга России по версии журнала Эксперт-Юг: Энергомаш-Атоммаш (215 место), Артемида-Дон (220 место), ВКДП (231 место)
По объему промышленного производства, включая электроэнергетику, Волгодонск в 2010 году занял 145 место среди городских округов и городских поселений России.
Объем промышленного производства в 2009 году составил 26,7 млрд рублей, увеличившись по сравнению с 2005 годом на 213,3 %.
Ключевым фактором роста объема промышленного производства стала деятельность Ростовской АЭС.В результате по виду экономической деятельности «Производство, передача и распределение электроэнергии, газа, пара и воды» увеличение объемов производства по итогам 2009 года к 2005 году составило 242,6 %. В итоге, по сравнению с 2005 годом произошло сокращение доли обрабатывающей промышленности в общем объеме промышленного производства с 52,4 % до 44,4 %.
Ключевые позиции в структуре обрабатывающей промышленности остаются у машиностроения. Доля организаций, производящих машины и оборудование в 2009 году составила 17,2 %, в 2005 году — 24,5 %. Объемы произведенной продукции в этом виде экономической деятельности по итогам 2009 года выше уровня 2005 года на 42,7 %.Еще 9 % занимало производство готовых металлических изделий(5,2 % — в 2005 году).
Второе место занимает мебельное производство. По итогам 2009 года на его долю пришлось 11,1 % объема произведенной продукции крупными и средними предприятиями города (10,3 % в 2005 году). Темп роста по этому виду деятельности по сравнению с 2005 годом составил 224,7 %.
Темп роста в этом виде экономической деятельности по отношению к объемам производства 2005 года составил 355,5 %.

### Показатели деятельности предприятий обрабатывающей промышленности Волгодонска
Объем выручки, млн. руб.
| №  | Предприятие                                                | 2005    | 2006    | 2007    | 2008    | 2009    | 2010    |
| -- | ---------------------------------------------------------- | ------- | ------- | ------- | ------- | ------- | ------- |
| 1  | Энергомаш-Атоммаш                                          | 3000    | 3137,30 | 3666,4  | 3451,80 | 3800,00 |         |
| 2  | Атоммашэкспорт                                             | 296,04  | 384,89  | 428,66  | 803,70  | 922,07  | 1064,69 |
| 3  | МТМ                                                        | 195,31  | 222,07  | 270,37  | 374,67  | 605,28  | 609,49  |
| 4  | ВЗМЭО                                                      | 270,73  | 517,99  | 597,38  | 648,62  | 407,39  | 639,96  |
| 5  | Полесье                                                    | 86,28   | 73,01   | 237,52  | 233,14  | 328,80  | 328,77  |
| 6  | ИЦ Грант                                                   | 164,65  | 169,24  | 169,81  | 212,32  | 196,68  | 213,34  |
| 7  | Эталон                                                     | 124,32  | 132,61  | 178,58  | 204,53  | 193,18  |         |
| 8  | Волгодонский электродный завод                             | 45,68   | 71,25   | 97,69   | 119,08  | 80,11   | 144,3   |
| 9  | Зиосаб-Дон                                                 | 33,34   | 97,07   | 88,03   | 91,19   | 86,68   | 120,05  |
| 10 | ЗТО Оникс                                                  | 113,54  | 128,53  | 147,44  | 119,08  | 80,11   |         |
| 11 | НПО Импульс                                                | 33,60   | 27,95   | 59,55   | 96,82   | 76,30   | 110,54  |
| 12 | Волгодонской кабельный завод                               | 0,00    | 0,00    | 97,54   | 99,72   | 75,66   | 126,46  |
| 13 | Газпромкомплект                                            | 26,27   | 28,73   | 23,41   | 30,19   | 62,22   | 68,76   |
| 14 | Монтажник                                                  | 110,52  | 162,86  | 68,70   | 45,25   | 50,05   | 21,91   |
| 15 | Волгодонскэнерготерм                                       | 41,97   | 71,22   | 107,77  | 111,39  | 47,12   | 75,01   |
| 16 | СМИТ                                                       | 0,00    | 10,58   | 25,92   | 33,58   | 35,56   |         |
| 17 | Инпласт (комплектующие для мебельного производства)        | 15,29   | 23,04   | 31,87   | 36,25   | 32,59   | 37,15   |
| 18 | ППП МИК-XXI                                                | 10,32   | 7,73    | 29,22   | 27,52   | 28,14   | 92,03   |
| 19 | Гидрофоб                                                   | 16,83   | 21,19   | 28,19   | 32,36   | 24,38   | 38,84   |
| 20 | Победит                                                    | 0       | 1,57    | 4,18    | 4,52    | 6,39    | 5,15    |
| 21 | ВКДП                                                       | 1563,85 | 1645,82 | 1857,45 | 2092,41 | 1762,27 | 2005,18 |
| 22 | Алмаз (мебель)                                             | 293,00  | 408,34  | 634,73  | 1018,81 | 1252,92 | 1604,88 |
| 23 | Сок-Логистик (мебель)                                      | 0,00    | 0,00    | 493,98  | 1051,61 | 839,04  | 857,09  |
| 24 | Дриада (мебель)                                            | 97,15   | 150,03  | 262,47  | 326,97  | 305,86  | 341,26  |
| 25 | СКФ (мебель)                                               | 131,64  | 128,47  | 151,65  | 152,46  | 75,55   | 75,08   |
| 26 | Гофротара (картонная упаковка)                             | 45,48   | 36,08   | 41,73   | 43,58   | 32,54   | 36,74   |
| 27 | Донлес                                                     | 17,59   | 26,56   | 40,13   | 49,52   | 29,48   | 47,56   |
| 28 | НИИПАВ                                                     | 73,72   | 73,61   | 108,34  | 156,39  | 199,00  | 216,2   |
| 29 | ВХЗ Кристалл (моющие средства)                             | 66,63   | 114,44  | 107,16  | 105,56  | 130,29  | 128,34  |
| 30 | Донские краски                                             | 0,00    | 0,00    | 0,00    | 17,07   | 90,15   | 169,61  |
| 31 | Полимерсервис (мебельная фурнитура и изделия из пластиков) | 21,69   | 38,97   | 36,20   | 36,19   | 15,74   | 25,12   |
| 32 | Компакт-АТД (резинотехнические изделия)                    | 7,90    | 9,10    | 15,86   | 15,06   | 8,81    | 15,56   |
| 33 | Ванта (хлебобулочные изделия)                              | 5,88    | 10,52   | 25,47   | 29,88   | 177,10  | 266,18  |
| 34 | Волгодонский молочный комбинат                             | 118,91  | 119,70  | 117,21  | 133,55  | 131,34  | 142     |
| 35 | Волгодонской рыбокомбинат                                  | 88,60   | 80,94   | 82,00   | 89,30   | 80,84   | 60,02   |
| 36 | Горпищекомбинат                                            | 5,03    | 10,90   | 20,12   | 21,43   | 22,86   | 28,56   |
| 37 | Волгодонский хлебокомбинат                                 | 38,91   | 42,62   | 39,91   | 19,26   | 17,28   | 16,28   |
| 38 | ВЗЖБК                                                      | 62,23   | 118,25  | 216,74  | 244,04  | 144,59  | 121,5   |
| 39 | Завод КПД                                                  | 164,46  | 238,41  | 208,64  | 279,83  | 135,81  | 174,42  |

| Отрасль промышленности                                                        |
| ----------------------------------------------------------------------------- |
| Машиностроение и металлообработка, приборостроение                            |
| Деревообрабатывающая, мебельная промышленность, производство бумаги и картона |
| Химическая промышленность, производство изделий из резины и пластмасс         |
| Пищевая промышленность                                                        |
| Промышленность строительных материалов                                        |

### Энергетика
Волгодонск является крупнейшим энергетическим центром Ростовской области. В 2010 году на город пришлось более 55 % выработки электроэнергии в области, при этом доля Ростовской АЭС составила 51 %.
- Филиал ОАО «Концерн Росэнергоатом» — Ростовская атомная электростанция. Ведущее предприятие города, одно из крупнейших предприятий энергетики юга России. Обеспечивает около 15 % годовой выработки электроэнергии в Южном федеральном округе. Мощность двух действующих энергоблоков станции составляет 2000 МВт. Выработка электроэнергии составляет свыше 50 млн кВт·час в сутки и около 16 миллиардов кВт·час в год. Физический пуск второго энергоблока состоялся 19 декабря 2009 года. 18 марта 2010 год второй энергоблок станции с реактором ВВЭР-1000 был включен в единую энергетическую систему России.В июне 2010 года началось полномасштабное строительство энергоблока № 4.Ввод в эксплуатацию третьего и четвёртого энергоблоков запланирован в 2014 и в 2016 году.

Две электростанции входят в состав ООО «Лукойл-Ростовэнерго»:
- Волгодонская ТЭЦ-2
- Волгодонская ТЭЦ-1[9]
- Цимлянская ГЭС[10]

### Машиностроение
- Завод Атоммаш. Самый крупный завод в городе Волгодонске, градообразующее предприятие. Основан в 1973 году как узкоспециализированное предприятие по выпуску продукции для атомных электростанций. В настоящее время входит в группу предприятий ОАО «Энергомашкорпорация». Сейчас предприятие занимается изготовлением готового оборудования и машин для АЭС, но не занимается заготовками для него.

- ОАО «Волгодонский завод металлургического и энергетического оборудования» («ВЗМЭО»). Завод ВЗРТА построен в 1984 году как производитель радиотехнической аппаратуры. В 2000 году завод приватизирован и перепрофилирован на изготовление запчастей для металлургических заводов, целлюлозно-бумажных комбинатов, стройиндустрии, тепловых и атомных станций, нефтехимического комплекса.
- ООО «МТМ». Компания, специализирующаяся на выпуске промышленного оборудования и сварных металлоконструкций для металлургии, нефтегазохимической, коксохимической промышленности, оборудования для атомных электростанций.
- «Атоммашэкспорт» — инжиниринговая компания. Выполняет комплексные конструкторские разработки, обеспечивает изготовление, ведет сопровождение изделий в производстве, при монтаже, пусковых работах и наладке оборудования. Предприятие было создано на базе производственного объединения «Атоммаш», как его дочерняя компания, а с 1993 года стало самостоятельным. С 1995 года — открытое акционерное общество.
- ООО «Полесье». Образовано в 1998 году как производственное предприятие по конструированию и изготовлению оборудования для энергетики, нефтегазового комплекса, металлургии и других отраслей промышленности.
- ЗАО "ЗТО «Оникс» (завод технологического оборудования «Оникс»). Специализируется в области инжиниринга, производства, монтажа и наладки оборудования для промышленности, в том числе для алюминиевой, химической, нефтехимической, масложировой, сельхозперерабатывающей, строительной, коммунального хозяйства.
- ЗАО «Танаис» — машиностроительное предприятие, специализируется на производстве запчастей, спецкрепежа, сборочных элементов для АЭС.
- ООО «Волгодонскэнерготерм» Производит и реализует оборудование для металлургических предприятий, химических, нефтехимических, нефтеперерабатывающих производств, подъемно-транспортное оборудование.
- ООО "Завод энергетического машиностроения «ЗИОСАБ-ДОН» специализируется на выпуске промышленных отопительных котлов мощностью от 125 кВт до 2 Мвт.
- ЗАО "Инженерный центр «Грант». Динамично развивающееся многопрофильное предприятие. Основные виды деятельности — изготовление оборудования, мебели, обустройство культовых зданий и храмов, украшение куполов, крестов, кровли.
- ООО «Топаз-электро». Производство оборудования для АЗС и нефтебаз

### Приборостроение
- ЗАО "Научно-производственная компания «Эталон» производит контрольно-измерительную аппаратуру и пожарную автоматику, в основном для нужд Министерства обороны и Военно-морского флота России.

### Деревообрабатывающая промышленность
В Волгодонске действуют несколько крупных и малых предприятий деревообрабатывающей промышленности, продукция многих из них известна и пользуется спросом далеко за пределами города.
Крупнейшим является ОАО «Волгодонский комбинат древесных плит» (ВКДП). Это одно из градообразующих предприятий. Основано в 1952 году как Цимлянская лесоперевалочная база. Предприятие производит мебель известной в России марки «ТриЯ», древесные плиты и панели, карбомидоформальдегидные и аминоформальдегидные смолы и другую продукцию.
В производстве мебели крупнейшей специализированной компанией является ООО"Алмаз", более известная под торговой маркой «Любимый дом».

### Химическая промышленность
- Волгодонский химический завод «Кристалл» — единственный на Юге России производитель бытовой химии и технических моющих средств. Предприятие производит стиральные порошки, пасты, жидкие бытовые и технические моющие средства «Фэнси», «Дон», «Ять» и другие марки.
- ООО Научно-производственное объединение «НИИПАВ» (научно-исследовательский институт поверхностных активных веществ) — предприятие химической промышленности. Производит функциональные поверхностно-активные вещества и композиции на их основе. Продукция применяется в производстве косметических, бытовых моющих и дезинфицирующих средств, пенообразователей для пожаротушения, препаратов для нефтегазодобывающей промышленности, лаков, красок и другой продукции.

### Пищевая промышленность и сельское хозяйство
Волгодонск — торгово-промышленный центр двенадцати сельских районов, имеющих более 600 тысяч гектаров сельхозугодий с сетью оросительных каналов. Это дает городу возможность стать центром по внедрению передовых технологий переработки сельхозпродукции.
Сельское хозяйство не играет заметной роли в городской экономике. Особенностью Волгодонска является наличие значительного пахотного клина в пределах границ городского округа. Это связано с тем, что при формировании границ города в советское время значительное число земель было зарезервировано под промышленное и жилищное строительство, в расчете на будущий бурный рост города. Благодаря этому, при незначительный абсолютных размерах сельскохозяйственного производства, Волгодонск по данному показателю опережает большую часть городов области. Посевные площади в период 2004—2008 годов колебались от 1,8 до 3,7 тысяч гектар, по этому показателю среди городских округов области Волгодонск уступает только Ростову и Новошахтинску. В городе действует несколько небольших сельскохозяйственных предприятий, но в производстве преобладают фермерские хозяйства и хозяйства населения. Посевы зерновых и зернобобовых культур занимают от 1,1 до 1,9 тыс. га (в зависимости от года) со средним сбором до 5,1 тыс. тонн зерна (в основном пшеницы). Вторыми по значимости являются овощные культуры. Под ними в среднем занято 350 гектар со среднегодовыми сборами чуть более 3 тысяч тонн овощей. В небольших объемах выращивается картофель и подсолнечник. Животноводство концентрируется почти исключительно в хозяйствах населения. Большая часть сбора плодово-ягодных культур приходится на садоводческие товарищества.
Крупнейшие предприятия пищевой промышленности:
- ЗАО «Волгодонский молочный комбинат» — предприятие города по производству пищевых продуктов, включая напитки. Производит цельномолочную продукцию, хлебобулочные и кондитерские изделия.
- ОАО «Волгодонской рыбокомбинат» — одно из социально-значимых предприятий города по производству пищевых продуктов.
- ОАО «Ванта» (хлебобулочные изделия)
- Волгодонский маслозавод

### Промышленность строительных материалов
- ЗАО «ВЗЖБК» (ЗАО «Волгодонской завод железобетонных конструкций»)
- ОАО «Завод КПД» (крупнопанельного домостроения)
- ООО «Бетонные изделия» (производство стеновых блоков и тротуарной плитки)
- ЗАО «Сельстрой» (производство железобетонных изделий). Старейшее действующее промышленное предприятие города, начавшее работу в период строительства Цимлянской ГЭС.
- ООО «Растворо-бетонный узел» (производство железобетонных изделий, многопустотных плит перекрытия, товарного бетона)

### Закрытые и ликвидированные предприятия
- Волгодонской консервный завод
- Волгодонской мясокомбинат
- Волгодонской опытно-экспериментальный завод
- Волгодонской химический завод имени 50-летия ВЛКСМ
- Комбинат строительных материалов № 6

## Речной транспорт

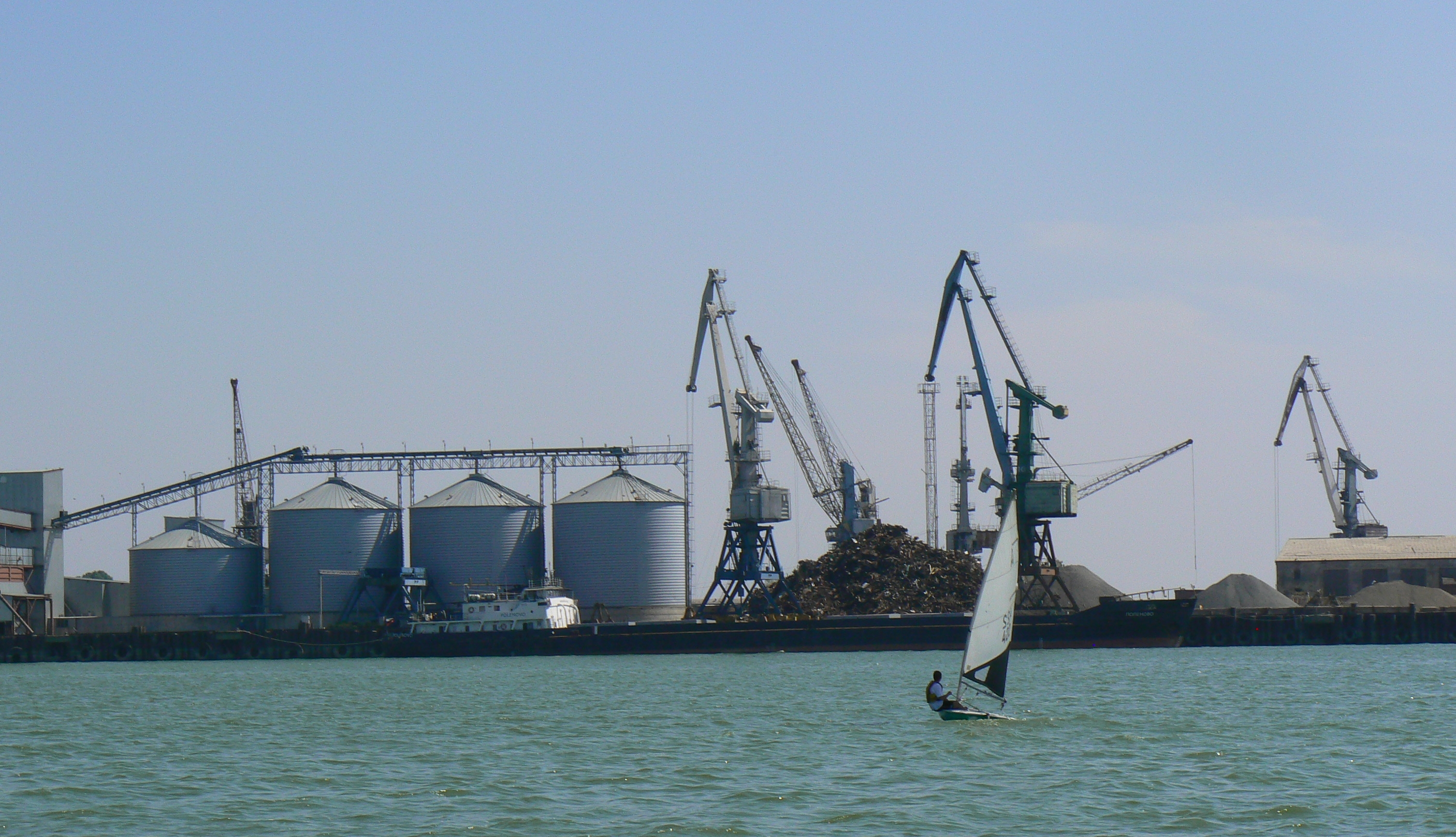
Волгодонский порт. В левой части фотографии виден зерновой терминал

Волгодонской речной порт (в настоящее время ООО «Речной порт») построен в комплексе с сооружениями Цимлянского гидроузла на искусственном полуострове. Акватория порта со стороны водохранилища защищена 2 молами. В период своего расцвета являлся универсальным портом с грузооборот более 1 миллиона тонн в год. С 2002 года в составе ГК «Волго-Дон». На 2010 год грузооборот порта составил 252,6 тыс. тонн. По этому показателю порт находится на последнем месте в Ростовской области. При этом мощности по перевалки грузов в порту на начало 90-х годов составляли 3 млн тонн в год. В погрузке преобладают зерно и металлолом на экспорт, в выгрузке — инертные строительные материалы (щебень и песок) для местных нужд. Порт имеет отдельную железнодорожную ветку к станции Волгодонская.В 2008 году в порту эксплуатировалось 5 портальных кранов, протяженность причальной стенки равнялась 575 метрам. Одновременно порт может обрабатывать три судна. На базе порта в 2001—2004 годах осуществлялось строительство специализированного зернового терминала с пропускной способностью до 1 млн тонн зерна в год. Росту грузооборота порта мешают сравнительно короткий период навигации (с апреля по ноябрь), конкуренция с портами Нижнего Дона, относительная удаленность от Азовского моря, необходимость уплаты сборов при шлюзовании, слабая транспортная доступность из-за консервации железнодорожной линии Черкасская — Морозовск.
Относительно крупным предприятием водного транспорта, по меркам города, является Волгодонской элеватор, входящий в ГК «Росзернотранс». С него осуществляются экспортные поставки зерна. Также причальные стенки находятся на балансе Волгодонского рыбокомбината (используются для промышленного рыболовства на Цимлянском водохранилище).
В составе Атоммаша имеется специализированный причал для штучной перегрузки сверхтяжелых грузов с водного на автомобильный транспорт и обратно. Причал оснащен двумя козловыми кранами общей грузоподъемностью 1350 тонн и способен принимать суда типа «Река-море» грузоподъемностью до 5000 тонн. Перегрузочный комплекс используется не только для отправки продукции Атоммаша, но и для получения крупногабаритных грузов в адрес Ростовской АЭС и некоторых предприятий ЮФО.

## Инвестиции
| Год                                             | 2005 | 2006 | 2007  | 2008  | 2009 | 2010  | 2011  |
| ----------------------------------------------- | ---- | ---- | ----- | ----- | ---- | ----- | ----- |
| Объем инвестиций в основной капитал, млрд. руб. | 1,81 | 3,44 | 10,38 | 14,94 | 26,1 | 17,03 | 18    |
| Доля от области, %                              | 4,5  | 4,7  | 9,4   | 11,6  | 22,6 | 11,2  | 11,62 |

Одним из потенциальных инвесторов в экономику города стала компания Русский агропромышленный трест, которая в партнерстве с немецким концерном Evonik Industries в марте 2011 года объявила о планах строительства завода по глубокой переработке зерна. Строительство начнется весной-летом 2012 года, пуск в эксплуатацию намечен на конец 2013 — начало 2014 года.
Основной продукцией предприятия должны стать комбикорма и лизин для животноводства. Объем производства лизина составит 80 тыс. тонн в год. Реализацией проекта должна заняться дочерняя структура РАТа — ООО «Росбиотех». На начальном этапе биокомплекс будет перерабатывать от 250 тыс. тонн зерна, в будущем мощность планируется удвоить. Реализация проекта позволит создать 200 рабочих мест. Объем инвестиций в новый завод составит 6,75 млрд рублей (150 млн евро), из которых 80 % — привлеченные и 20 % собственные средства. Предполагается, что производственный комплекс разместится на площадке площадью в 20 гектар в районе Волгодонской ТЭЦ-2. Проведение проектных работ началось в конце ноября 2011 года.

## Строительство
Жилищное строительство в Волгодонске:
| Год                                             | 1996 | 1997 | 1998 | 1999 | 2001 | 2002 | 2003 | 2004 | 2005 | 2006 | 2007 | 2008 | 2009 | 2010  | 2011  | 2012 | 2013 | 2014 | 2015 |
| ----------------------------------------------- | ---- | ---- | ---- | ---- | ---- | ---- | ---- | ---- | ---- | ---- | ---- | ---- | ---- | ----- | ----- | ---- | ---- | ---- | ---- |
| Ввод жилых домов, тыс. м2                       | 34,9 | 26,9 | 34,9 | 43   | 34,4 | 35,5 | 35,1 | 36,2 | 34,1 | 43,5 | 68,7 | 72,6 | 57   | 59,2  | 63,5* | 64*  | 69*  | 85*  | 98*  |
| В том числе индивидуальных жилых домов, тыс. м2 | —    | —    | —    | —    | —    | —    | —    | —    | —    | 31,2 | 51,1 | 47,8 | 38   | 44,28 |       |      |      |      |      |
| Ввод квартир, ед.                               | —    | —    | —    | 462  | 337  | 291  | 193  | 244  | 228  | 287  | 550  | 633  | 600  | 444   |       |      |      |      |      |

Прогноз*

## Бюджет города

Доходная часть бюджета Волгодонска в 2010 году

Отраслевая структура расходов бюджета Волгодонска в 2010 году

Расходная часть бюджета Волгодонска в 2010 году

| Год                                 | 2007   | 2008   | 2009   | 2010   | 2011 |
| ----------------------------------- | ------ | ------ | ------ | ------ | ---- |
| Доходы, млн. руб                    | 1707,5 | 2258,9 | 2180,4 | 2922,8 | 3583 |
| В том числе собственные доходы, %   | 55,7   | 45,9   | 56,1   | 54     | 53,8 |
| Расходы, млн. руб.                  | 2035,2 | 2148,8 | 2161,4 | 2924,6 | 3688 |
| Дефицит (-)/профицит (+), млн. руб. | −327,7 | +110,1 | +19    | −1,8   | −105 |

## Рынок финансовых услуг
На рынке банковских услуг Волгодонска выделяются два общефедеральных банка— Юго-Западный банк Сбербанка России и банк Возрождение.
К Волгодонскому отделению Сбербанка, помимо Волгодонска, относится филиальная сеть в прилегающих к городу районах. Она включает в себя 50 дополнительных офисов (в том числе 11 офисов в Волгодонске): 4 в Дубовском, 9 в Цимлянском, 7 в Волгодонском, 7 в Мартыновском, 8 в Зимовниковском, 3 в Ремонтненском районах и один дополнительный офис в селе Заветное. В зоне ответственности волгодонского филиала банка Возрождение находятся дополнительные офисы в Семикаракорске и Цимлянске.
Также в Волгодонске находятся отделения и операционные офисы нескольких крупных российских банков (ПАО Совкомбанк, Бинбанк, ВТБ 24, Газпромбанк (с 2011 года),Кедр, Москомприватбанк, Национальный банк «Траст», ОТП Банк, Петрокоммерц.
Региональные ростовские банковские структуры представлены банками: , Центр-инвест  и Донхлебанком.
.

## Торговля
Наибольшее количество предприятий Волгодонска сосредоточено в секторе потребительского рынка. Их удельный вес составляет 31,2 % и имеет тенденцию роста. По данным на 1 апреля 2010 года, отрасль насчитывает 1161 предприятие розничной торговли (магазины, павильоны), 211 общепитов, 517 фирм бытового обслуживания, 46 предприятий оптовой торговли, а также 12 рынков. В сфере потребительского рынка работает каждый 10-й житель Волгодонска.
В городе действуют супермаркеты как федеральных, так и региональных и местных сетей:
- Магнит
- Радеж
- Артемида-Дон
- Балатон

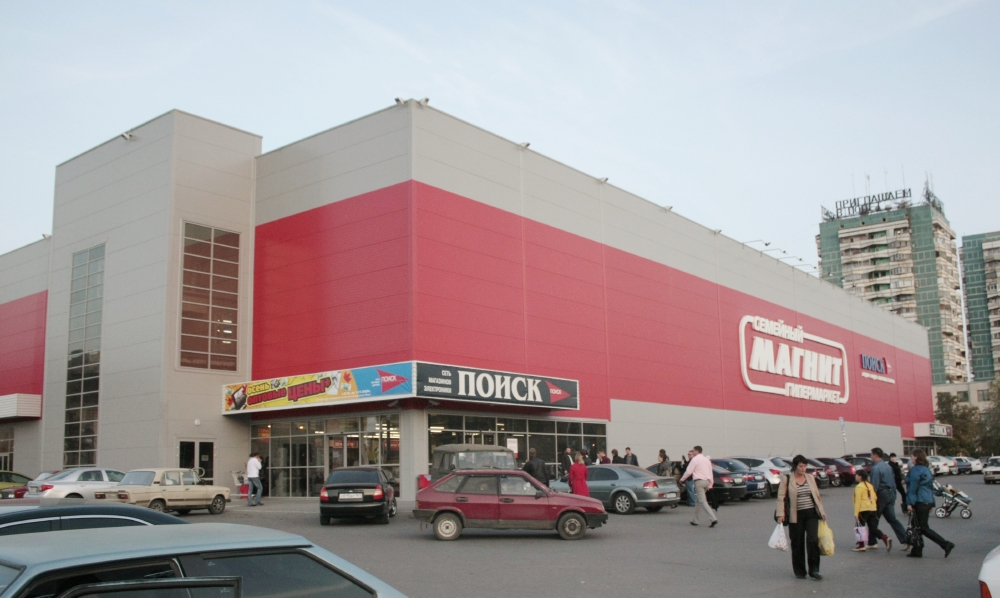
Семейный гипермаркет «Магнит»

Обеспеченность торговыми площадями на 1 тысячу жителей составляет 636,4 кв.м.
За 2010 год оборот розничной торговли в Волгодонске составил 21 млрд руб, в том числе на душу населения — 124 тыс. руб., что на 18 тыс. руб. больше, чем в 2009 г. Это второй показатель в Ростовской области после Ростова-на-Дону. На малые предприятия приходится 48,2 % оборота розничной торговли, 36,8 % занимают крупные и средние предприятия, включая торговые сети. 15 % остаются у рынков и ярмарок выходного дня.
Оборот общественного питания в 2010 году вырос на 19 % и составил 1,2 млрд руб.
В последнее время с карты города исчезают большинство открытых рынков, которые реконструируются и преобразовываются в торгово-сервисные комплексы. В перспективе в торговой инфраструктуре Волгодонска должны остаться только сельскохозяйственные рынки. На 2011 год запланирована реконструкция под торговый комплекс рынка «Солнышко» и строительство рынка «Донской привоз».

## Гостиницы
| Название гостиницы | Количество мест |
| ------------------ | --------------- |
| «Арт-Сити»         | 105             |
| «Атоммаш»          | 142             |
| «Уют»              | 16              |
| «Отель»            | 60              |
| «Ковчег»           | 16              |
| Стадион «Труд»     | 15              |
| «Волгодонск»       | 180             |
| «Папирус»          | 44              |

## Жилищно-коммунальное хозяйство
Общая площадь жилого фонда Волгодонска составляет 3,63 млн м² (4 % от общей площади жилого фонда Ростовской области), в том числе 3 млн м² (83,8% площади жилого фонда) приходится на 760 многоквартирных жилых домов. Площадь жилого фонда индивидуального жилья равняется 588,3 тыс м² (16,2% площади жилого фонда). 70 многоквартирных домов имеют срок эксплуатации 50 и более лет. Душевая обеспеченность жильем равняется 21,3 м² на человека при среднеобластном показателе 21,5 м². Среди городов Ростовской области с численностью населения более 100 тыс. человек более высокую душевую обеспеченность жильем имеют Ростов-на-Дону (22,3 м²/чел.), Новочеркасск (22) и Таганрог (21,5).
В секторе жилищно-коммунального хозяйства города работает более 35 предприятий с общей численностью занятых в 4,5 тыс. чел.

### Водоснабжение и водоотведение
Муниципальное унитарное предприятие «Водопроводно-канализационное хозяйство» — основное предприятие города, обеспечивающее население питьевой водой и оказывающее услуги по водоотведению и очистке сточных вод. В Ростовской области Волгодонск занимает одно их первых мест по обеспеченности населения централизованным горячим водоснабжением и канализацией.
| Благоустройство жилищного фонда (обеспеченность, в %) | Водопровод                               | Канализация           | Центральное отопление                                           | Централизованное газоснабжение | Горячее водоснабжение |
| ----------------------------------------------------- | ---------------------------------------- | --------------------- | --------------------------------------------------------------- | ------------------------------ | --------------------- |
| Волгодонск                                            | 95,4                                     | 87                    | 95,9                                                            | 87,4                           | 91,2                  |
| Ростовская область                                    | 75,7                                     | 69,7                  | 77,1                                                            | 85,9                           | 60,1                  |
| МО области с лучшими показателями                     | Новочеркасск — 96, Ростов-на-Дону — 95,6 | Ростов-на-Дону — 95,6 | Орловский район — 100, Ростов-на-Дону — 99,3, Новочеркасск — 97 | 34 место                       | Ростов-на-Дону — 92,5 |

Город получает питьевую воду из водозабора № 2 (первая очередь введена в строй в 1967 году), расположенного на верхнем бьефе Цимлянского водохранилища, около истока Донского магистрального канала. Водоснабжение для технических нужд осуществляется из водозабора № 3, находящегося на берегу водохранилища севернее станицы Старосоленовской, в Новом городе. С учетом роста города и развития промышленности в 80-е годы началось строительство нового, основного водозабора, расположенного на левом берегу реки Дон, немного ниже по течению от Цимлянской ГЭС. В начале 90-х годов строительство было остановлено, но в связи с ухудшением качества и неустойчивым уровнем воды в водохранилище в перспективе предусматривается достройка донского водозабора.
Протяженность городских водопроводных сетей на конец 2011 года равняется 296,4 км. Основу водопроводных сетей города составляют стальные трубопроводы (85,8% от общей протяженности водопроводных сетей). На новые сети из ПВХ-труб приходится 13,1% протяженности сетей. Оставшийся 1% занимают магистрали из чугунных труб.
Водоотведение осуществляется через централизованную систему хозяйственно-бытовой канализации, которой охвачено около 87 % жилищного фонда.  Городские канализационные очистные сооружения, расположенные в 8 км от городского водозабора, были построены в 1979 году, с последующим расширением в 1991 году. Протяженность канализационных сетей Волгодонска составляет 305,73 км (на железобетонные трубы приходится 17,4% общей протяженности, стальные - 17,5%, чугунные - 24,2%, керамические - 18,5%, пластиковые - 19,2%).
Износ сооружений и оборудования системы водоснабжения составляет 71,3 %, системы водоотведения — 66,2 %.
В 2010 году Водоканалом было поставлено потребителям в городе 15,3 млн м3 питьевой воды и принято 12,7 млн м3 канализационных сточных вод.

### Теплоснабжение
Теплоснабжение города осуществляется от ТЭЦ-1 и ТЭЦ-2, входящих в состав ООО «Лукойл-Ростовэнерго, тепловые сети которых объединены в единую систему. Основным поставщиком тепловой энергии для города является Волгодонская ТЭЦ-2, осуществляющая теплоснабжение Нового города и Юго-Западного района, а в межотопительный период и Старого города. Бывшая Волгодонская ТЭЦ-1 работает только в отопительный сезон и осуществляет теплоснабжение потребителей Старого города. Ряд крупных промышленных предприятий (Атоммаш, ВКДП и некоторые другие), а также организации расположенные в поселке Шлюзы и на территории бывшего поселка Ново-Соленовский имеют собственные водогрейные котельные. В совокупности две ТЭЦ обеспечивают 98 % потребностей города в тепловой энергии. В перспективе единственным источником горячей воды в централизованной сети водоснабжения станет ТЭЦ-2. Протяженность магистральных тепловых сетей города составляет 127,4 км, в том числе 72,3 км сетей находятся в собственности ООО "Лукойл-Ростовэнерго", 55,1 км сетей арендуются им у муниципалитета. Еще 20,4 км тепловых сетей находятся в границах жилого фонда города.

### Газоснабжение
Поставщиком газа является ОАО «Волгодонскмежрайгаз», входящего в состав РАО «Газпром». Централизованное газоснабжение в Волгодонске появилось в 1969 году, с момента образования межрайонной хозрасчетной конторы по эксплуатации газового хозяйства «Волгодонскмежрайгаз».
В настоящее время, помимо Волгодонска, Волгодонсмежрайгаз обеспечивает природным газом Цимлянск и Цимлянский район. На предприятии занято около 200 человек.
Протяженность городских газопроводов составляет 404 км. Газоснабжение Волгодонска осуществляется по газопроводу Шахты-Волгодонск. Существует недостроенный газопровод Зимовники — Волгодонск.
В 2010 году потребителям города было поставлено 421,26 млн.м3 газа.

### Электроснабжение и электросетевое хозяйство
Поставщиками электроэнергии в городе являются две энергосетевые компании: МУП «ВГЭС» (Волгодонские городские электрические сети) и ВМЭС (Волгодонские межрайонные электрические сети). Последняя является филиалом ОАО «Донэнерго».
Магистральные электрические сети города обслуживаются Восточными электрическими сетями с центром в Цимлянске (в городе действует волгодонской участок и производственная база ВЭС), входящими в состав ОАО «МРСК-Юг»-«Ростовэнерго». За счет наличия в городе и его окрестностях трех крупных электростанций в районе Волгодонска сформировался мощный узел по выработке и распределению электроэнергии. Его основу образуют четыре действующие линии ЛЭП 550 кВ, запитанные на Ростовскую АЭС (на Шахты, Будённовск, Волгоград и Тихорецк) и две строящиеся (направлениями на Ростов-на-Дону и Невинномысск).
На территории города действует 10 электрических подстанций 110 кВ и 4 подстанции 220 кВ. Протяженность электросетей в городском округе составляет 732,81 км.

## Уровень жизни
В 2010 году среднемесячная заработная плата составила 17 тыс. руб. По этому показателю, прежде всего за счет Ростовской АЭС, Волгодонск занимает второе место в Ростовской области после Ростова-на-Дону. На крупных и средних предприятиях города средняя заработная плата несколько выше — 19,3 тыс. руб.
Индекс стоимости жизни относительно среднего значения по России составил 94,15 % в 2009 году и 96,38 % в 2010 году
В рейтинге журнала Секрет Фирмы «Самые успешные города России» Волгодонск в 2011 году занял 65 место из 164 городских округов с населением более 100 тыс. человек, учитываемых в исследовании.